# Triple saut masculin aux Jeux olympiques d'été de 1924
Pour un article plus général, voir Athlétisme aux Jeux olympiques d'été de 1924.
Navigation
Anvers 1920 Amsterdam 1928
L'épreuve du triple saut masculin aux Jeux olympiques de 1924 s'est déroulée le 12 juillet 1924 au Stade olympique Yves-du-Manoir de Paris, en France.  Elle est remportée par l'Australien Nick Winter.

## Résultats
| Rang               | Athlète             | Qualifications | Finale  | Marque  | Notes |
| ------------------ | ------------------- | -------------- | ------- | ------- | ----- |
| Médaille d'or      | Nick Winter (AUS)   | 15,18 m        | 15,52 m | 15,52 m | WR    |
| Médaille d'argent  | Luis Brunetto (ARG) | 15,42 m        |         | 15,42 m |       |
| Médaille de bronze | Vilho Tuulos (FIN)  | 14,84 m        | 15,37 m | 15,37 m |       |
| 4                  | Väinö Rainio (FIN)  | 14,94 m        | 15,01 m | 15,01 m |       |
| 5                  | Folke Jansson (SWE) | 14,97 m        |         | 14,97 m |       |
| 6                  | Mikio Oda (JPN)     | 14,35 m        |         | 14,35 m |       |